# Big Three (tennis)
Pour les articles homonymes, voir Big Three (homonymie).
Le Big Three (littéralement « les trois grands » en anglais) est un surnom commun dans le monde du tennis, désignant le trio formé par Novak Djokovic, Roger Federer et Rafael Nadal, chacun considéré comme l'un des meilleurs joueurs de tous les temps,. 
À eux trois, ils dominent le tennis masculin en simple pendant presque deux décennies, en remportant collectivement 66 tournois majeurs en simple ; Djokovic en tête avec un record historique de 24 titres, suivi par Nadal avec 22 et Federer avec 20. Ils sont classés comme numéro un mondial en simple pendant 947 semaines (soit plus de 18 ans) ; Djokovic pendant 428 semaines, Federer pendant 310 et Nadal pendant 209. Le meilleur joueur de chaque saison entre 2004 et 2021 est l'un des membres du Big Three, à l'exception de 2016 avec Andy Murray. Ensemble, ils occupent collectivement les trois premières places du classement ATP de fin d'année à huit reprises : en 2007, 2008, 2009, 2010, 2011, 2014, 2018 et 2019.
À côté du terme Big Three, existe le Big Four, un terme similaire utilisé depuis environ 2008 jusqu'à 2017 pour décrire le quatuor Federer, Nadal, Djokovic et leur rival le plus proche et le plus constant, Andy Murray. Bien que le palmarès de Murray ne soit pas a la hauteur des « Trois Grands », pendant ces neuf années, il reste toujours en lice pour les trophées de Grand Chelem et Masters, atteignant au moins une fois la finale des quatre Majeurs, remportant plusieurs finales de l'ATP et des Jeux olympiques et en réussissant à atteindre le sommet du classement de l'ATP en 2016,,. Tant en trio qu'en quatuor, ils jouent un rôle clé dans ce que l'on appelle « l'âge d'or » du tennis masculin,,,.

## Histoire
Le début des années 2000 a été considéré comme une période de transition dans le tennis, avec le départ à la retraite de grands champions et l'ascension de certains joueurs au sommet du tennis,. Roger Federer a joué pour la première fois lors de l'ATP Tour a l'âge de 17 ans, en 1998, et a terminé sa première saison ATP complète l'année suivante. À la fin de la saison 2002, il était classé sixième au niveau mondial. Il a percé en 2003 en remportant son premier titre majeur à Wimbledon, en gagnant les championnats de fin d'année et en terminant l'année à la deuxième place derrière Andy Roddick. Federer a ensuite remporté trois des quatre tournois majeurs en 2004, ne s'inclinant qu'à Roland-Garros, et est devenu numéro 1 le 2 février, position qu'il a conservée jusqu'à la fin de l'année. Federer a participé Jeux olympiques d'Été de 2004 en tant que grand favori, mais il s'est incliné au deuxième tour face à Tomáš Berdych.
Rafael Nadal a remporté son premier match du circuit ATP à l'âge de 15 ans en avril 2002 et a battu à Federer lors de leur première rencontre à l'Ouvert de Miami de 2004,. Il a suivi en 2005 avec un triomphe à Roland-Garros dès sa première tentative, y compris une victoire sur Federer, et le duo a occupé les deux premières places du classement ATP de juillet 2005 à août 2009. À partir de 2007, Djokovic et Murray ont de plus en plus contesté la domination de Federer et Nadal en faisant preuve de régularité. En 2011, Nadal a déclaré que sa domination conjointe avec Federer était terminée, à la suite de la montée en puissance de Djokovic puis de Murray. Djokovic est un joueur dominant depuis le début de l'année 2011, s'approchant progressivement des performances de Federer et Nadal, voire les dépassant. Malgré les blessures occasionnelles de certains membres du Big Three, ils ont maintenu leur domination collective dans les ligues majeures jusqu'en 2023. Cependant, l'émergence de nouveaux joueurs, communément appelés « Next Gen », a tempéré leur domination sur l'ATP. Depuis 2017, ces jeunes joueurs participent aux finales et aux tournois Masters.
Les Quatre Grands ont occupé régulièrement les quatre premiers places du  classements annuel entre 2008 et 2013 et ont occupé les quatre premières places du classement mondial annuel de 2008 à 2012, la plus longue période de domination pour un quatuor de joueurs dans l'histoire du tennis. Ils ont occupé les deux premiers places sans interruption pendant 16 ans du 25 juillet 2005 au 14 mars 2021. La première place est restée au sein du Big Four pendant 18 ans du 2 février 2004 aux 28 février 2022. Tous les quatre ont atteint le meilleur classement de leur carrière en tant que numéro 1 mondial : Djokovic a été numéro 1 pendant 428 semaines, Federer pendant 310 semaines, Nadal pendant 209 semaines et Murray pendant 41 semaines. Djokovic a été le numéro un de l'année pendant sept ans, Federer et Nadal pendant cinq ans chacun, et Murray une fois.
Dans les tournois du Grand Chelem, le trio est le plus titré de tous les temps : Djokovic a remporté 24 tournois majeurs, Nadal 22 et Federer 20. Nadal a remporté 14 titres de Roland-Garros, Djokovic  10 titres de l'Open d'Australie et Federer 8 titres de Wimbledon. Chacun d'entre eux a réalisé un Grand Chelem en carrière en remportant les quatre tournois majeurs au moins une fois, Nadal l'ayant fait deux fois pour un double Grand Chelem dans sa carrière et Djokovic, trois fois pour un triple Grand Chelem en carrière. Cependant aucun d'entre eux n'a réalisé le Grand Chelem sur une saison. Djokovic a également réalisé un Grand Chelem sur deux ans en détenant les quatre titres majeurs en même temps. Nadal et Djokovic ont tous deux réussi le « Chelem de surface » en remportant des tournois majeurs sur dur, sur terre battue et sur gazon au cours d'une même année, ce qui fait d'eux les seuls joueurs masculins de l'histoire à avoir réussi cet exploit. Les trois joueurs ont chacun réaliser un Channel Slam, et Nadal l'ayant fait à deux. Dans les tournois des Masters, le trio est également le plus titré : Djokovic est en tête avec 40 titres, suivi de Nadal avec 36 titres et de Federer avec 28 titres. Djokovic est le seul joueur masculin à réaliser un Golden Masters dans sa carrière en remportant les neuf tournois Masters, un exploit qu'il a réalisé à deux reprises. Lors des finales ATP, ils ont remporté 13 titres, 6 pour Federer et 7 pour Djokovic, un record.
Représentant leur pays, ils ont joué un rôle essentiel en menant leur pays à la victoire en Coupe Davis, Hopman Cup, ATP Cup et aux Jeux olympiques. En Coupe Davis, Nadal a aidé l'Espagne à remporter le titre lors de cinq éditions, Djokovic et Federer ont aidé la Serbie (2010) et la Suisse (2014) à remporter leur premier titre dans la compétition, et Murray a aidé la Grande-Bretagne à remporter le titre en 2015. Dans le cadre de la Coupe ATP, Djokovic a mené la Serbie à la victoire lors de l'édition inaugurale en 2020. Aux Jeux olympiques, le Big Four a remporté six médailles d'or, deux médailles d'argent et une médaille de bronze : Murray a remporté deux médailles d'or en simple et une médaille d'argent en double mixte, Nadal a remporté une médaille d'or en simple (ce qui lui a permis de réaliser le Chelem d'or de sa carrière) et une médaille d'or en double, Federer a remporté une médaille d'argent en simple et une médaille d'or en double, et Djokovic a remporté une médaille d'or et une de bronze en simple. Federer est le seul membre à avoir remporté la Hopman Cup pour son pays, en 2001, 2018 et 2019.
Durant une courte période, ils ont parfois été désignés sous le nom de « Big Five », en considérant Stanislas Wawrinka qui remporte trois titres Grand Chelem sur trois surfaces différentes entre 2014 et 2016.
Roger Federer se retire du circuit en 2022 et Rafael Nadal prend sa retraite sportive en 2024, la même année qu'Andy Murray.

## Synthèse
| Record en simple                             | Djokovic                                                    | Nadal                          | Federer                            |
| -------------------------------------------- | ----------------------------------------------------------- | ------------------------------ | ---------------------------------- |
| Grand Chelem                                 | 24 (4/4)x3                                                  | 22 (4/4)x2                     | 20 (4/4)                           |
| ATP Masters                                  | 40 (9/9)x2                                                  | 36 (7/9)                       | 28 (7/9)                           |
| Masters de tennis                            | 7                                                           | —                              | 6                                  |
| Jeux olympiques                              | Médaille d'or – première place · Bronze medal – third place | Médaille d'or – première place | Médaille d'argent – deuxième place |
| Semaines passées à la tête du classement ATP | 428                                                         | 209                            | 310                                |
| Numéros 1 en fin d'année                     | 8                                                           | 5                              | 5                                  |
| Grand titre                                  | 72                                                          | 59                             | 54                                 |
| Titres                                       | 100                                                         | 92                             | 103                                |
| Victoire contre un top 10                    | 259                                                         | 186                            | 224                                |
| Bilan des confrontations                     | 27–23 (F), 31–29 (N)                                        | 29–31 (D), 24–16 (F)           | 23–27 (D), 16–24 (N)               |